# Classis Misenensis
La Classis Misenensis, successivamente Classis Praetoria Misenensis Pia Vindex, era la flotta imperiale romana istituita da Augusto intorno al 27 a.C.. Era di stanza a Miseno ed era la prima flotta dell'Impero per importanza. Aveva il compito di sorvegliare le isole del Mar Tirreno.

## Storia
Istituita da Augusto per difendere il Mediterraneo occidentale, ad ovest dell'Italia romana. Troviamo però anche sue vexillationes un po' ovunque nel Mediterraneo, essendo la più importante delle flotte praetorie. Inviò ovunque sue imbarcazioni a supporto delle campagne militari di molti Imperatori romani, come testimoniano le numerose iscrizioni, ad esempio:
- a Seleucia di Pieria, che fu base militare della Classis Syriaca, utilizzata molto spesso per accogliere truppe provinciali, o la stessa guardia pretoriana proveniente da Roma, ogni volta che era necessario compiere una campagna contro i Parti (sotto Traiano, Lucio Vero,[6] Settimio Severo o Caracalla).

## Porto
Il porto di Miseno (Misenum) era un porto naturale nel golfo di Napoli, simile per conformazione a quello di Ravenna. Poteva contenere almeno fino 250 imbarcazioni, come quello di Classe a Ravenna. In età augustea, in seguito all'impraticabilità del precedente porto militare di Portus Iulius nella baia di Puteoli (utilizzato da Ottaviano e Agrippa durante la guerra contro Sesto Pompeo), la vicina Miseno divenne la più importante base militare della flotta praetoria romana a guardia del bacino del Mediterraneo occidentale. Il porto sfruttava un doppio bacino naturale, quello più interno di circa 3 km di circonferenza (detto Maremorto o Lago Miseno), in epoca antica dedicato ai cantieri e alla manutenzione navale, e quello più esterno, che era il porto vero e proprio. Tra i due bacini gli storici hanno immaginato vi fossero gli impianti navali e gli alloggiamenti della classis Misenensis.
Le navi della flotta rimanevano al sicuro nella base in autunno e inverno: la navigazione iniziava il 5 marzo con la festa detta Isidis Navigium in onore della dea egizia Iside, patrona del mare, dei marinai e delle attività marinare. Ebbe poi alcuni suoi distaccamenti nei principali porti del Mediterraneo, come ad esempio nella vicina Centumcellae (Civitavecchia), nel mar Egeo al Pireo (Atene), o nel mare Adriatico a Salona.

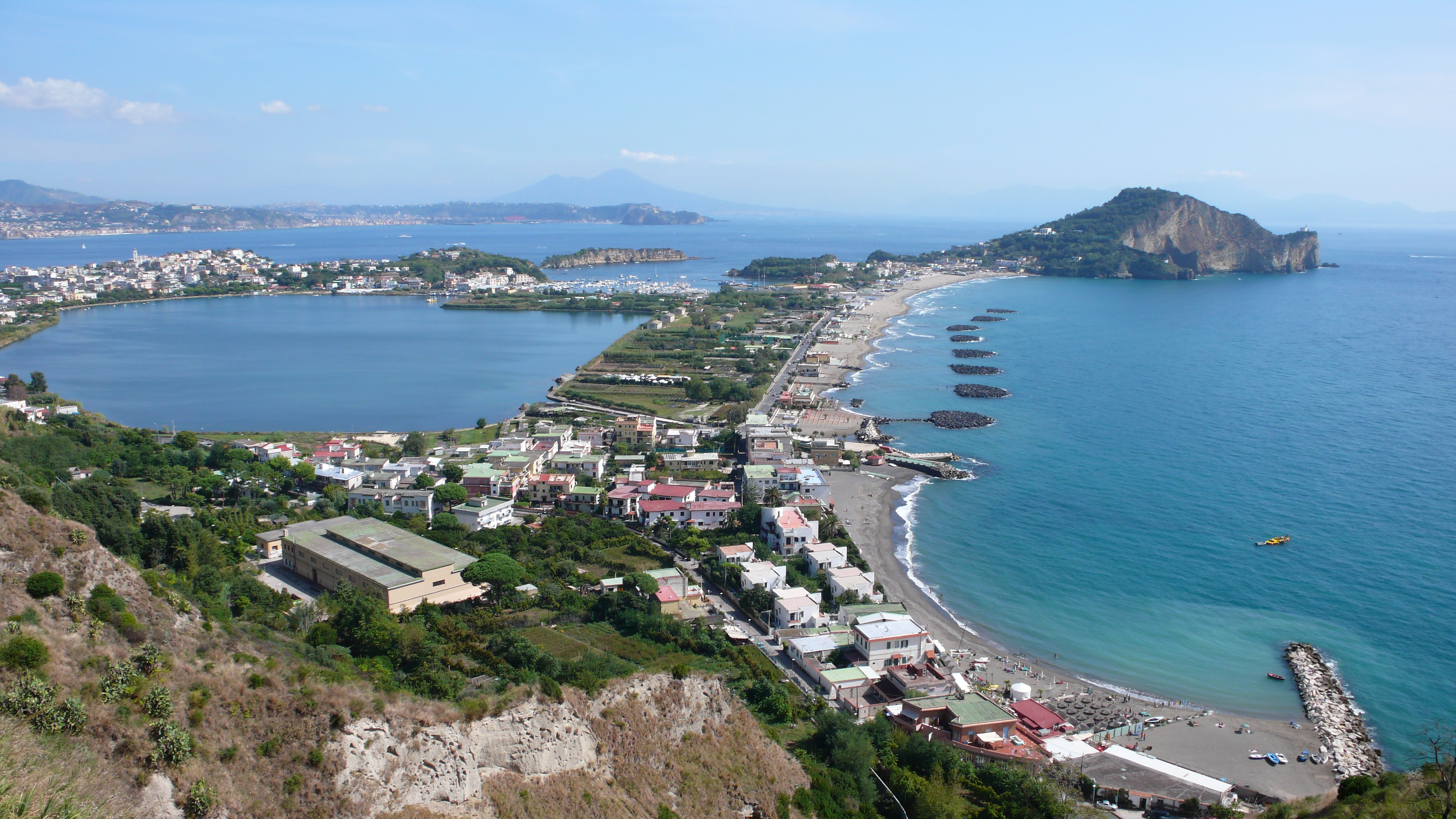
Veduta da Monte di Procida con la spiaggia di Miliscola, Capo Miseno e il bacino interno dell'antico porto di Miseno.
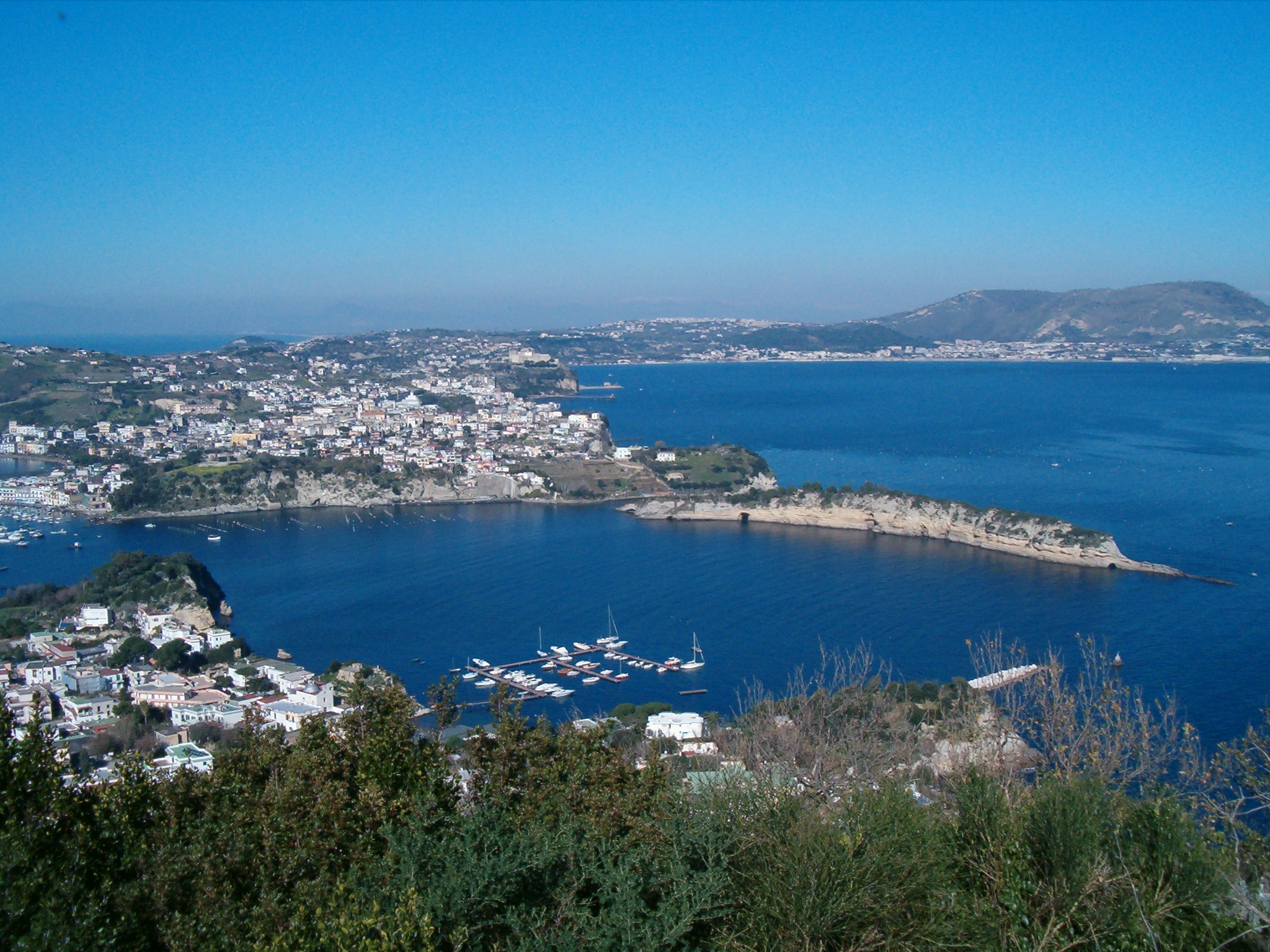
Il porto di Miseno sorgeva su un precedente cratere vulcanico, allagato dal mar Tirreno.
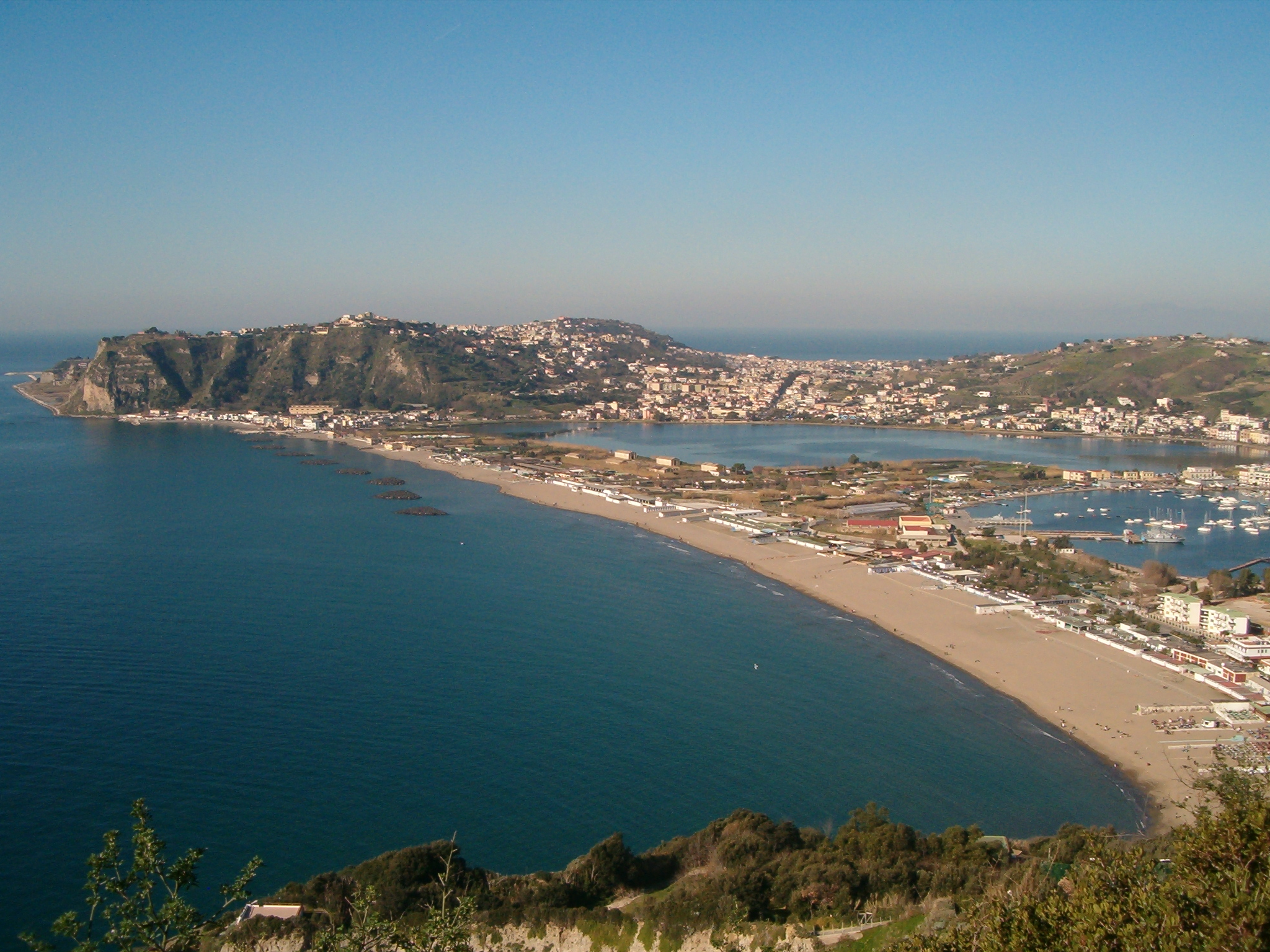
La parte più interna del porto, un lago naturale, quasi chiusa da una lingua di terra, sulla quale era posto il castrum dei classiarii.
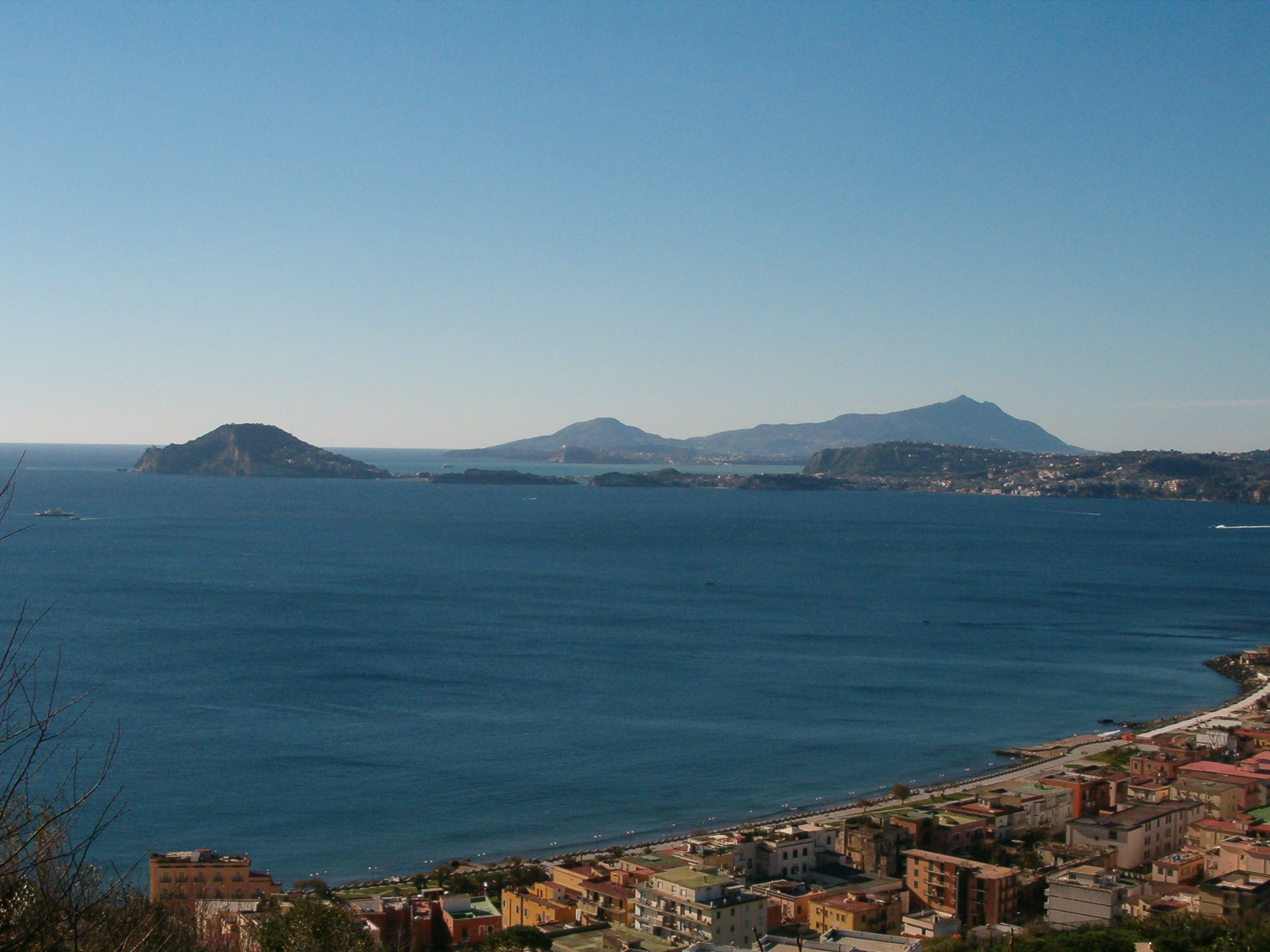
Capo Miseno visto dal golfo di Pozzuoli.
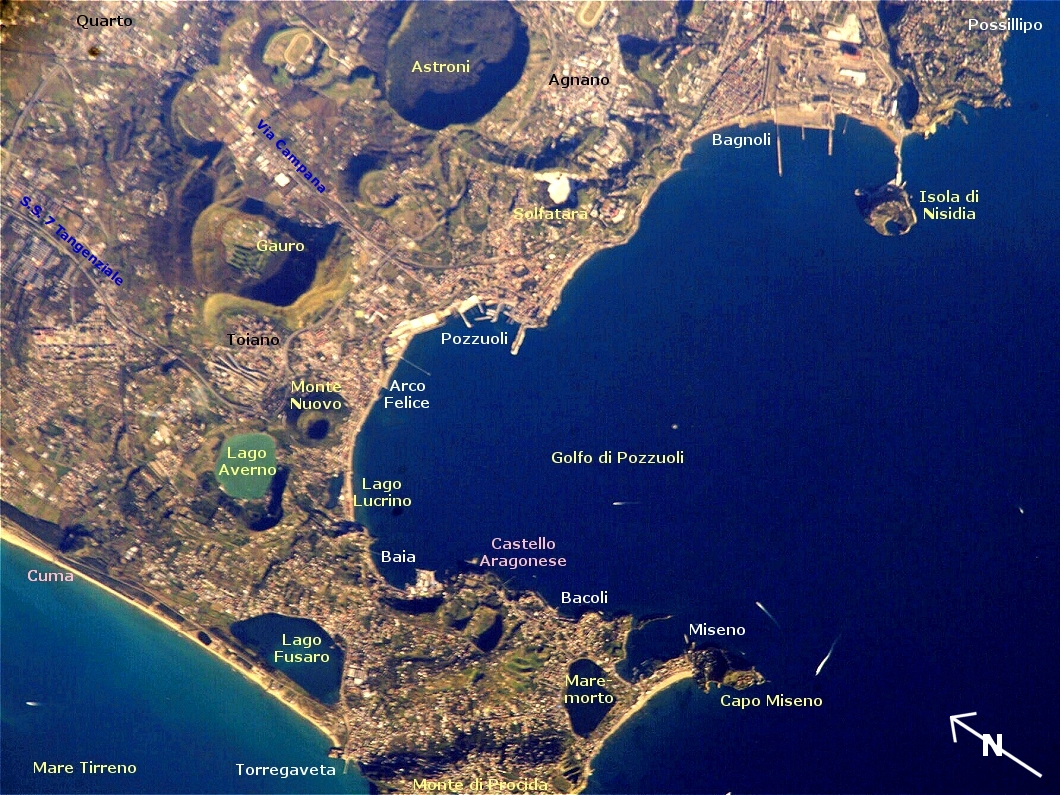
Immagine satellitare con il golfo di Pozzuoli. Nella parte bassa della foto, capo Miseno e l'antico porto della Classis Misenensis.

## Tipologia di imbarcazioni
Di questa grande flotta ci sono pervenuti, grazie ad alcune epigrafi persino i nomi di molte imbarcazioni:
- 1 esareme: Ops (era l'ammiraglia della flotta).[11]
- 1 quinquereme: Victoria.[12]
- 13 (?) quadriremi: Annona, Concordia, Dacicus,[13] Fides,[14] Fortuna,[15] Libertas, Mercurius, Minerva,[16] Ops (anche una quadrireme?),[17] Salus, Venus,[18] Vesta, Victoria.
- 54 (?) triremi: Apollo,[19] Aquila,[20] Asclepius,[21] Athenonix,[22] Augustus,[23] Capricornus,[24] Castor,[25] Ceres,[26] Concordia,[27] Cupidus,[28] Danubius,[29] Diana,[30] Hercules,[31] Eufrates,[32] Fides,[33] Fortuna,[34] Isis,[35] Iovis,[36] Iuno,[37] Iuventas, Libera, Liber Pater,[38] Libertas,[39] Lucifer,[40] Maia, Mars,[41] Mercurius,[42] Minerva,[43] Neptunus,[44] Nilus,[45] Oceanus,[46] Ops,[47] Pax,[48] Particus,[49] Perseus,[50] Pietas,[51] Pollux,[52] Providentia,[53] Rhenus,[54] Salamina,[55] Salus,[56] Salvia,[57] Satyra,[58] Silvanus,[59] Sol,[60] Spes,[61] Taurus,[62] Tiber,[63] Tigris,[64] Triumphus,[65] Venus,[66] Vesta,[67] Virtus,[68] Victoria.[69]
- 17 liburne: Aquila,[70] Armata,[71] Clementia,[72] Diana, Fides,[73] Aesculapius,[74] Heptachordus, Iuno,[75] Iustitia,[76] Libertas,[77] Margarita,[78] Minerva,[79] Nereis,[80] Neptunus,[81] Salus,[82] Taurus Ruber,[83] Virtus.[84]
- 10 navi di altro tipo: Ops, Clementia (incerto se appartenente alla classe misenense o ravennate), Danae, Hercules, Iovis, Mercurius (incerto se appartenente alla classe misenense o ravennate), Minerva, Venus, Vesta,[80] Victoria.

## Il corpo di truppa
Anche per la flotta di capo Miseno il numero degli effettivi si aggirava intorno ai 10.000 tra legionari e ausiliari. Erano acquartierati nella cittadella di Miseno, nei pressi della quale aveva sede la Schola Militum dove i legionari apprendevano e si esercitavano tanto nelle tattiche della guerra navale quanto in quelle tradizionali della guerra campale. Spesso troviamo un distaccamento di suoi classiarii, trasferiti a Roma per montare il velarium (sistema di teloni retrattili che coprivano il Colosseo), alloggiati nei castra misenatium, accampamenti situati nei pressi del grande anfiteatro Flavio.
Il comandante della flotta era il Praefectus classis Misenensis ovvero il comandante dell'intero bacino del mar Tirreno, dell'ordine equestre. A sua volta il diretto subordinato del praefectus era un sub praefectus, a sua volta affiancato da una serie di praepositi, ufficiali posti a capo di ogni pattuglia per singola località. La residenza del prefetto della flotta di Miseno sorgeva su quello che oggi è l'isolotto di Punta Pennata (allora collegato alla costa), dove sono presenti alcune evidenze archeologiche risalenti al periodo romano.
Altri ufficiali erano poi il Navarchus princeps, che corrisponderebbe al grado di contrammiraglio di oggi. Nel III secolo fu poi creato il Tribunus classis con le funzioni del Navarchus princeps, più tardi tribunus liburnarum.
La singola imbarcazione era poi comandata da un trierarchus (ufficiale), dai rematori e da una centuria di marinai-combattenti (manipulares / milites liburnarii). Il personale della flotta (Classiari o Classici) era perciò diviso in due gruppi: gli addetti alla navigazione ed i soldati. Il servizio durava 26 anni (contro i 20 dei legionari ed i 25 degli auxilia). Dal III secolo fu aumentato fino a 28 anni di ferma. Al momento del congedo (Honesta missio) ai marinai era data una liquidazione, dei terreni e di solito anche la cittadinanza concessa, essendo gli stessi nella condizione di peregrini al momento dell'arruolamento. Il matrimonio era invece permesso loro, solo al termine del servizio attivo permanente.
Ricordiamo brevemente alcuni praefecti classis Misenensis:
- durante la guerra civile degli anni 68-69, Vitellio, affidò il comando della flotta Misenis e Ravennatis ad un cavaliere di nome Lucilio Basso;[89]
- dopo Lucilio Basso, il comando passò nelle mani del sostenitore dei Flavi, Cornelio Fusco.[90]
- Nel 79, il prefetto della flotta misenate era Gaio Plinio Secondo, meglio conosciuto come Plinio il Vecchio. Plinio, secondo il nipote, morì durante l'eruzione del Vesuvio del 24 agosto nel tentativo di salvare alcuni cittadini in difficoltà.[91]
- Quinto Marzio Turbone sotto Traiano;[17]
- Gneo Marcio Rustio Rufino, al tempo di Settimio Severo e Caracalla;[92]
- Marco Cornelio Ottaviano, al tempo di Valeriano e Gallieno;[93]